# Exorista nigriventris
Exorista nigriventris är en tvåvingeart som beskrevs av Mary E. Palm 1876. Exorista nigriventris ingår i släktet Exorista och familjen parasitflugor. Inga underarter finns listade i Catalogue of Life.